# Christine Firkins
Christine Lynn Firkins (* 6. Juli 1983 in Kanada) ist eine gehörlose Schauspielerin die ihr Debüt 1997 in dem Film Speed 2 hatte.
Außerdem war sie als Gaststar in Akte X – Die unheimlichen Fälle des FBI als Thea Sprecher in den Folgen Verschwunden – Teil 2 und Gibson Praise – Teil 3 der 8. Staffel zu sehen. Sie besuchte die California State University, Northridge.

## Filmografie (Auswahl)
- 1997: Speed 2 (Speed 2: Cruise Control)
- 2000: Akte X – Die unheimlichen Fälle des FBI (The X-Files, Fernsehserie, zwei Folgen)